# Метеорски кратер
Метеорски кратер је метеоритски ударни кратер који се налази око 69 km источно од Флагстафа, у близини Винслоуаа у северном пустињском делу Аризоне. Пошто амерички Секретаријат унутрашњих послова имена физичких појава изводи из имена најближег насеља са поштом, кратер је добио име Метеорски кратер по оближњем насељу Митиор. Ово место је раније било познато као Кратер из Ђавољег кањона или Ђавољи кратер, а фрагменти метеорита се званично зову Метеорити из Ђавољег кањона. Научници називају овај кратер Беринџеров кратер, у част Данијела Беринџера, који је први предложио да је кратер настао ударом метеора. Кратер је у приватном власништву Беринџерове породице.
Упркос својој важности за геологију, кратер није заштићен као национални споменик, јер тај статус захтева да земљиште буде у власништву државе. Добио је статус Националне природне знаменитости у новембру 1967.
Метеорски кратер лежи на надморској висини од око 1.740 m изнад нивоа мора. Има око 1.200 m у пречнику, дубок је око 170 m, и окружен је прстеном, који се диже 45 m изнад околне равнице. Центар кратера је испуњен са 210-240 m прашине и крхотина. Једна од интересантних карактеристика кратера је његов квадратни облик, за који се сматра да је изазван већ постојећим пукотинама на тлу на месту удара.